# (9915) Potanin
(9915) Potanin (1977 RD2) – planetoida z pasa głównego asteroid okrążająca Słońce w ciągu 5,06 lat w średniej odległości 2,95 j.a. Odkryta 8 września 1977 roku.